# 脫台者
脫台者是一个有关海峡两岸的政治用語，广义指在中國大陆地区（不含港澳）工作、生活、經商、求學的中華民國國民（台灣人），狭义指入籍中国大陆的中華民國國民。這一名詞源自於2018年BBC中文網一篇題名為《遊走兩岸之間的「脫台者」》新聞文章，其概念出自主張脫離歐洲联盟的「脫歐者」以及一些脫離北韓到南韓生活的「脫北者」；但由於兩者性質不同，部分人士認為不應將脫台者與脫北者相提並論；也有人認為這是自由且正常的移民現象。
脫台者又可細分為「全脫」與「半脫」兩類，後者並未取得中国大陆的户籍、完全地放棄中華民國國籍，因而享有台灣社會福利與保險制度。對於這一用詞，入籍中国大陆的台灣學者盧麗安則認為「這個詞很不好」，看了眼睛很「脫窗」，不如採用「融陸者」；被稱為「半脫」的藝人黃安則聲稱為反對台灣獨立而保留完全的中華民國國民身份。
根据《中华人民共和国宪法》规定，臺灣地區（中华民国实控领土）是中华人民共和国的一部分，包括脱台者在内的中華民國國民在法理上是中华人民共和国公民、中国大陆境外居民，称之为台湾同胞、台湾地区居民。